# Anoecia willcocksi
Anoecia willcocksi är en insektsart som beskrevs av Theobald 1915. Anoecia willcocksi ingår i släktet Anoecia och familjen långrörsbladlöss. Inga underarter finns listade i Catalogue of Life.